# 레안드루 카스탕
레안드루 카스탕 다 시우바(포르투갈어: Leandro Castán da Silva, 1992년 2월 6일 ~ )는 레안드루 카스탕(포르투갈어: Leandro Castán)라고도 알려져있는 현재 구아라니에서 뛰는 브라질의 축구 선수다.

## 수상 경력
아틀레치쿠 미네이루
- 브라질 세리 B: 2006

코린치앙스
- 브라질 세리 A: 2011
- 코파 리베르타도레스: 2012